# Györgyi Giergl Alajos

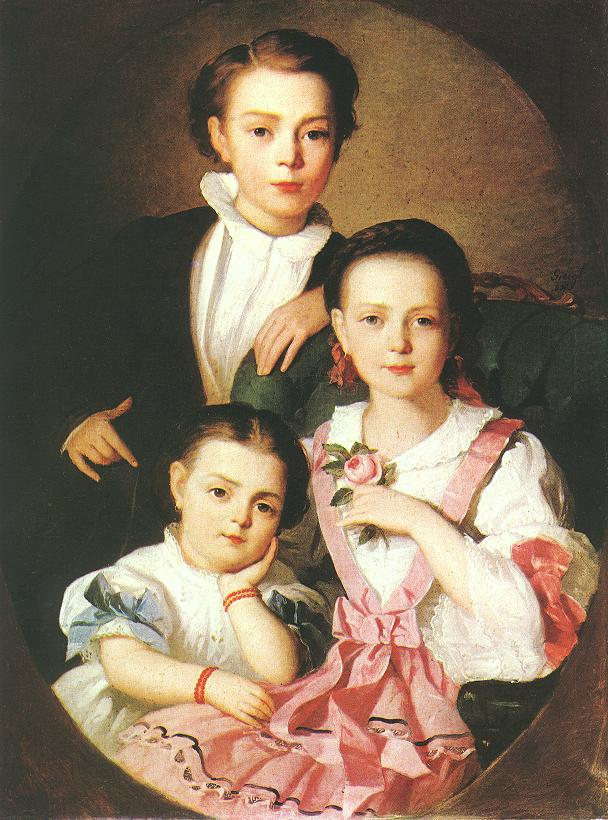
Hármas gyermekarckép, a Czóbel gyermekek, 1857

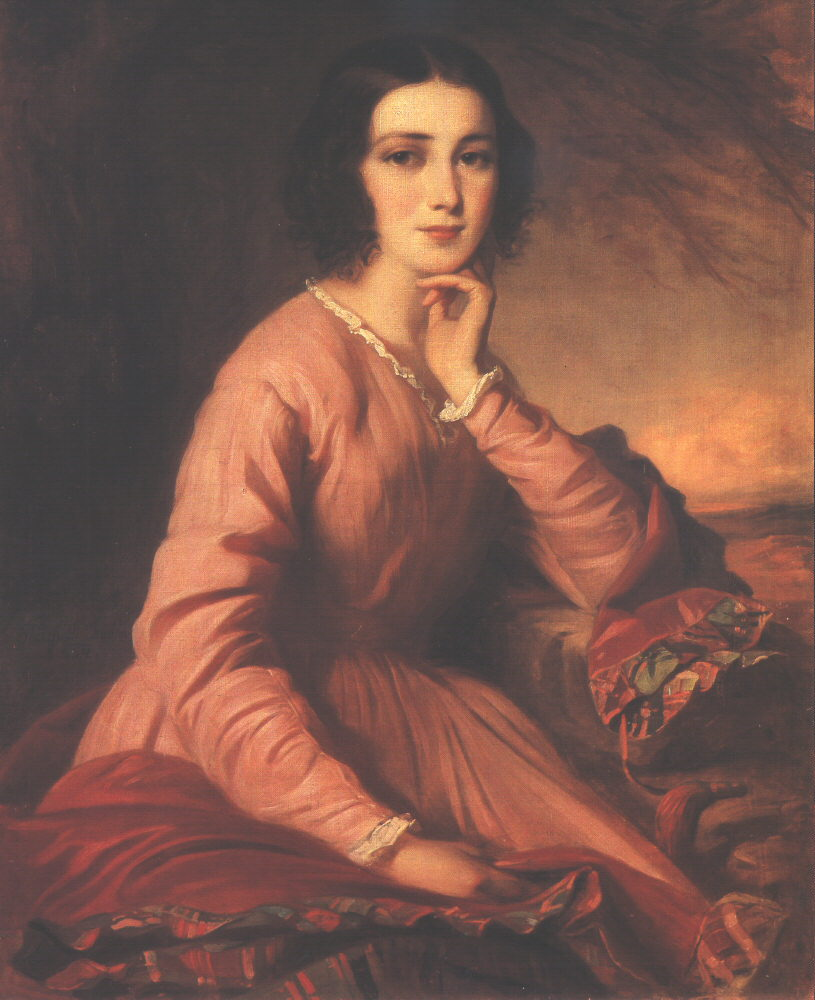
Bencsik Mária arcképe, 1854

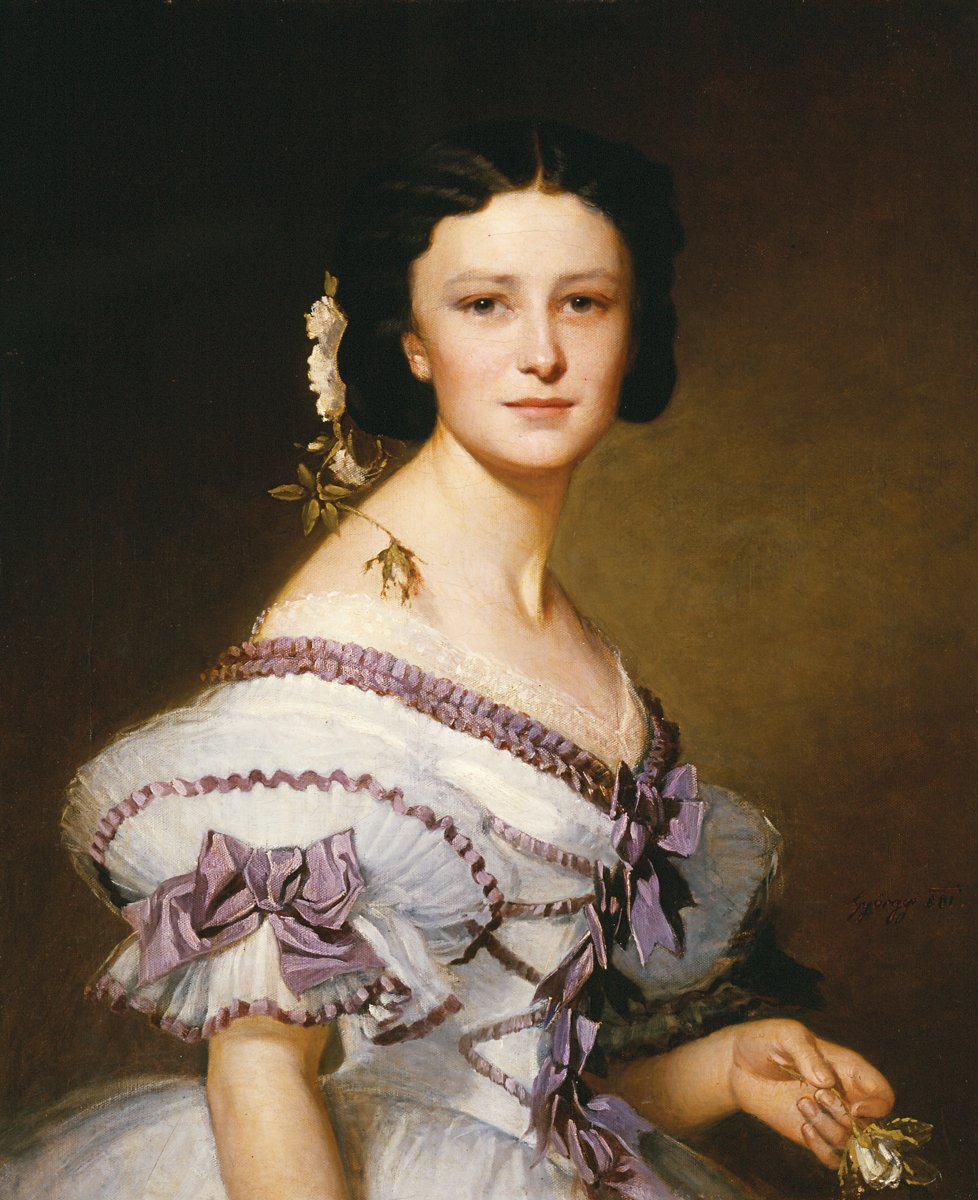
Deák Szidónia arcképe, 1861

Györgyi Giergl Alajos (Pest, 1821. március 15. – Pest, 1863. szeptember 22.) magyar festőművész. A Györgyi-Giergl művészcsalád tagja.

## Pályafutása, családja
Apja idősebb Giergl Alajos ötvös, ezüstműves volt. 12 fia közül a legidősebbet, Alajost szakmája folytatójának szemelte ki, s így először apja pesti műhelyében tanult ötvösséget. Édesanyja, Bayer Anna (1800–1860), Joseph Bayer neves prágai festőművész leánya volt. Ifjabb Alajos valószínűleg tőle örökölte kedvét és tehetségét a festőművész pályához. Apja jó barátja, Peschky József vezette be az ifjút a festészet rejtelmeibe. E tanulmányait 1841–1843 között a Bécsi Képzőművészeti Akadémián folytatta és fejezte be. Karl Rahlnak magyarországi látogatásakor tanítványául szegődött, s előbb Bécsbe, majd 1857-ben Itáliába utazott vele együtt tanulmányútra. Az út eredményeképpen későbbi képei a velencei festészet hatását mutatták. Hazatérése után főleg portrékat készített megbízásra: Deák Ferenc, Széchenyi István, Erkel Ferenc, Ferenc József császár, mágnáscsaládok (Andrássy, Károlyi, Lónyay), s egyházi személyek arcképeit. Biedermeier hangulatú életképeket is alkotott (Búsongó leány, Vadorzók, Beteg gyermek, Közelgő vihar, Szorgalmas tanuló). A történelmi témájú festészettel is próbálkozott (Báthory Zsigmond, valamint jelenet Jósika Abafijából), sőt számos egyházi megrendelést is kapott, egyik szép oltárképe a budapesti bazilikában található (Fájdalmas Szűz Mária).
A Giergl nevet 1859-ben módosította Györgyire.
Első felesége Musch Erzsébet (1819–1854) volt, ebből a házasságból született két gyermeke, Géza, a későbbi építész, és Emma.
Második feleségét Haliczky Amáliát (1836–1913) 1857-ben vette nőül. Az ő révén került rokonságba a Wieser családdal. (Haliczky Amália anyja Haliczky Antalné Wieser Mária volt). A második házasságból két fia született, Sándor és Kálmán. Györgyi Kálmánból művészeti író lett. 1845-től gyakran szerepelt a Pesti Műegylet kiállításain. 1863-ban, Laxenburgban éppen a királyt festette, amikor hirtelen rosszul lett, és meghalt. 42 éves volt.
Legtöbb alkotása, főként az arcképek, ma is magántulajdonban vannak, de számos képét őrzi az Magyar Nemzeti Galéria, a Magyar Nemzeti Múzeum Történeti Képcsarnoka és más vidéki közgyűjtemények.

## Műveiből

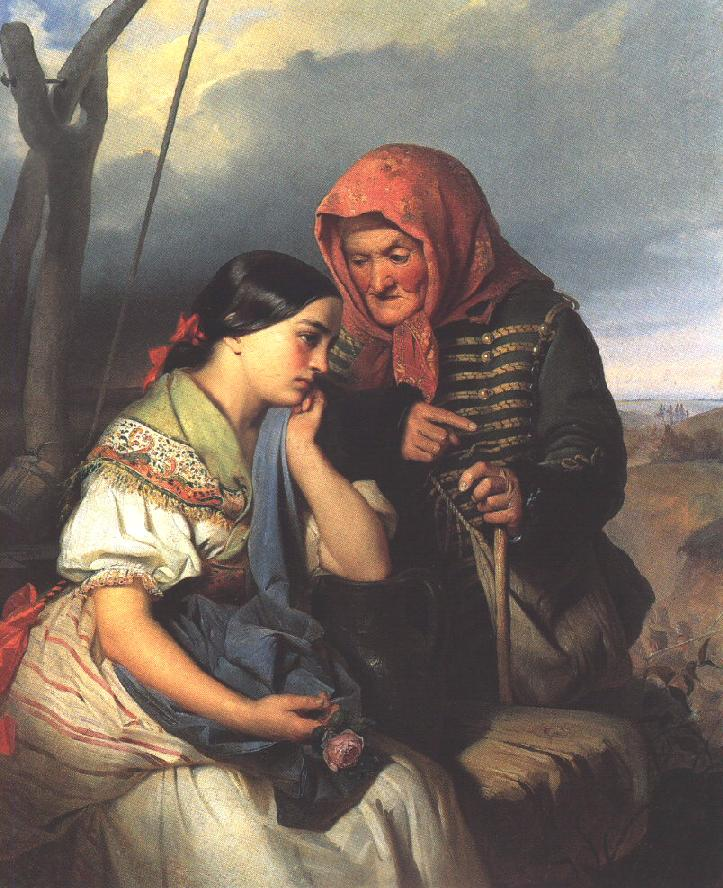
Vígasztalás, 1852

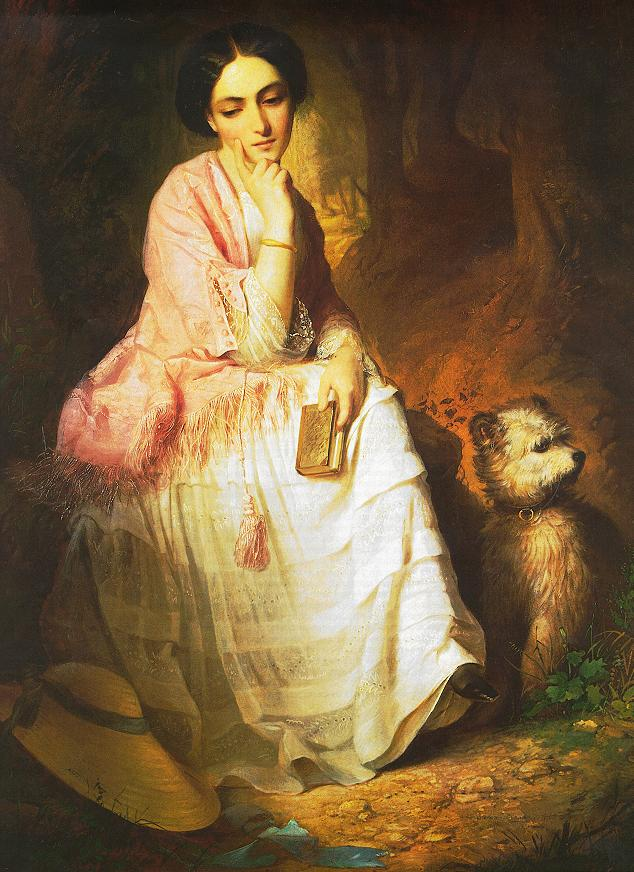
Szabadban ülő nő, 1853

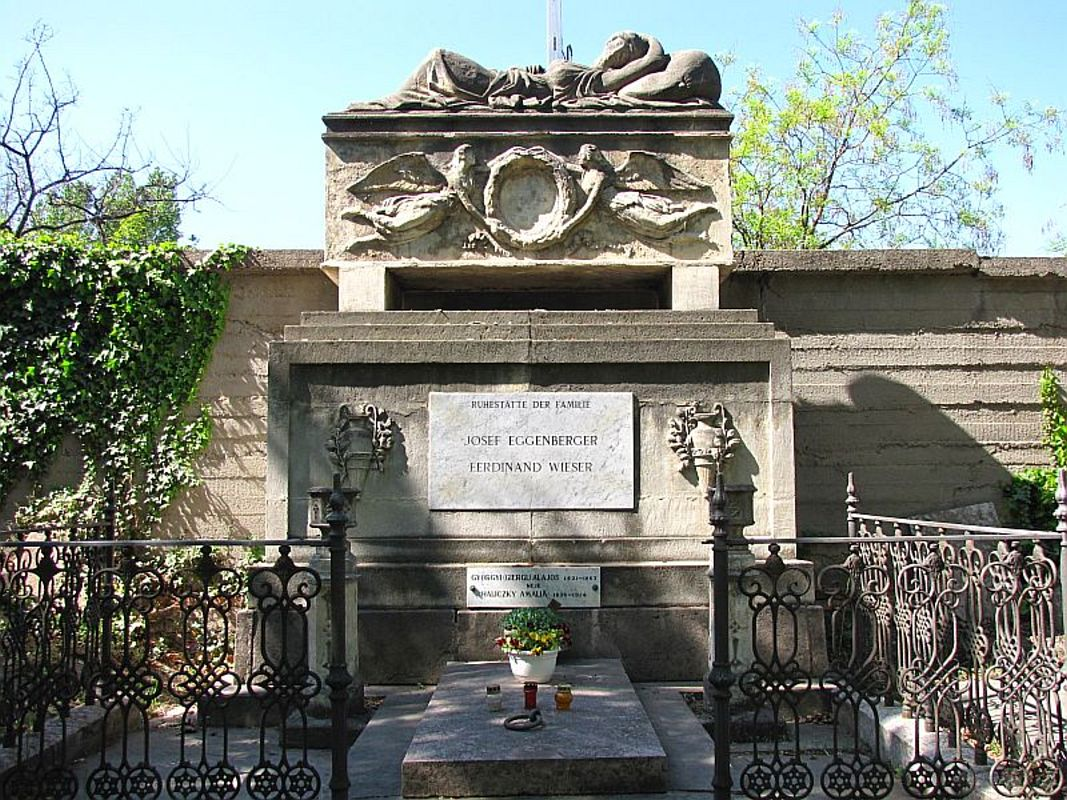
Györgyi Giergl Alajos sírja a Fiumei úti sírkertben, Jobb oldali falsírboltok, J-98.

- Hajótöröttek (1842) Jelzett. (103 x 78,5 cm, olaj, vászon).
- Keglevich Miklós gróf arcképe (1847) Jelzett. (61,6 x 48,6 cm, olaj, vászon).
- Fájdalmas Szűz Mária (1852) Jelzett. (150 x 110 cm, olaj, vászon).
- Vigasztalás (1852) (125,5 x 102 cm, olaj, vászon).
- A kis festő (1853) Jelzett. (102 x 83 cm, olaj, vászon).
- Szabadban ülő nő (1853) Jelzett. (94,2 x 68,5 cm, olaj, vászon).
- Bencsik Mária arcképe (1854) Jelzett. (98 x 78 cm, olaj, vászon).
- Forstinger vállalkozó arcképe (1854) Jelzett. (112 x 65 cm, olaj, vászon).
- Önarckép (1854) (47,5 x 38,3 cm, olaj, vászon).
- Erkel Ferenc arcképe (1855) Jelzett. (132 x 98,5 cm, olaj, vászon).
- Bacchánsnő (1855) Jelzett. (165,5 x 113,5 cm, olaj, vászon).
- Pejacsevich János gróf arcképe (1855) Jelzett. (63,5 x 50,5 cm, olaj, vászon).
- Női arckép (1856) Jelzett. (68,5 x 55 cm, olaj, vászon).
- Meglepett udvarló (1856) Jelzett. (101 x 71,5 cm, olaj, vászon).
- Cilinderes férfi (1857) (33,5 x 8,5 cm, olaj, vászon).
- A három Lónyay gyermek arcképe (1857) Jelzett. (92 x 69 cm, olaj, vászon).
- Hármas gyermekarckép (1857) Jelzett. (95 x 72 cm, olaj, vászon). Czóbel Minka tul. Anarcs.
- A Rosmanit család hármasarcképe (1858) Jelzett. (149 x 120 cm, olaj, vászon).
- Leányarckép (1859) Jelzett. (olaj, vászon).
- A művész feleségének arcképe (1859) Jelzett. (28 x 21 cm, olaj, papírlemez, ovál).
- Ürményi Claudia arcképe (1859) (126 x 95 cm, olaj, vászon).
- Gróf Andrássy Manóné gyermekével (1860) (Olaj, vászon).
- Sartori Frigyesné arcképe (1860) Jelzett. (114 x 88 cm, olaj, vászon).
- Deák Ferenc arcképe (1861) Jelzett. (203 x 143 cm, olaj, vászon).
- Ürményi József arcképe (1861) (52,5 x 46,5 olaj, vászon).
- Kamermayer Károly arcképe (1861) Jelzett. (69 x 55,5 cm, olaj, vászon).
- Deák Szidónia arcképe (1861) Jelzett. (73 x 59 cm, olaj, vászon).
- Simonyi Antal festő feleségének arcképe (1862) Jelzett. (71,8 x 58 cm, olaj, vászon).
- Halitzki Antalné, a művész anyósának arcképe (1862) (62 x 53 cm, olaj, vászon).
- A művész feleségének arcképe (1862) Jelzett. (63 x 52,5 cm, olaj, vászon).
- Beniczkyné Bajza Lenke arcképe (1862) Jelzett. (44 x 34 cm, olaj, fa).
- Herceg Odescalchi Gyuláné arcképe (1862) Jelzett. (140 x 109 cm, olaj, vászon).
- Piskovich főorvos feleségének arcképe (1863) Jelzett (82 x 64,5 cm, olaj, vászon)

## Külső hivatkozások
- Művészgenerációk, a Györgyi-Giergl család honlapja Archiválva 2009. július 28-i dátummal a Wayback Machine-ben
- Magyar életrajzi lexikon I–IV. Főszerk. Kenyeres Ágnes. Budapest: Akadémiai.  1967–1994.
- B. Bakay Margit: A biedermeier kor elfelejtett festője Györgyi (Giergl) Alajos, Budapest, 1938.